# شيخة الجابري
شيخة محمد الجابري هي شاعرة وإعلامية وباحثة وكاتبة إماراتية، وُلدت في مدينة العين.

## الحياة المُبكّرة والتعليم
وُلدت شيخة الجابري وترعرعت في مدينة العين، وهناك درست أغلب سنواتها الدراسيّة إلى أن حازت على درجة البكالوريوس في الإعلام واللغة العربية عام 1988 من جامعة الإمارات العربية المتحدة. تُعدُّ الجابري واحدةً من الأصوات الأدبية المعروفة في الإمارات، حيث تتميز بأسلوبها الشعري المتأمِّل.

## المسيرة الأدبيّة والتراثية
تتمتع شيخة الجابري بإسهاماتٍ هامّةٍ في مجال الشعر والتراث، حيثُ قدمت العديد من المؤلفات التي تبرز حسّها الشعري وتعبيرها الفني، كما حصلت على عددٍ من الجوائز المهنية والثقافية في إشارةٍ إلى تقدير الجهات المختصة لإسهاماتها، حيث كُرّمت الجابري في عام 2012 بوسام مجلس التعاون لدول الخليج العربية في الريادة الثقافية بمجال الشعر اعترافًا بمساهمتها وإسهاماتها في المشهد الثقافي، كما نالت أيضًا جائزة تريم وعبدالله عمران الصحفية في مجال العمود الصحفي عام 2014، وهي الجائزة التي جاءت بفضلِ تأثيرها في مجال الكتابة الصحفية.
تنقلت شيخة بين صنوف إبداعية عدة، فقد كانت بداياتها مع الشعر الفصيح والمقالة والقصة حتى استقرت على الأدب الشعبي الذي احتلت فيه مكانة كبيرة عبر مؤلفاتها التي أولها ديوان "يمكن" وأتبعته بعدة أعمال ومجموعات شعرية منها "للريح" و"يمرني صوتك" و"على نبرة" وغيرها. إضافة لمؤلفات جمعت فيها قصائد عن غيرها مثل كتابها "نساء على مضارب الشعر" والذي يمثل قصائد مختارة لنساء الشعر الشعبي عام 1999 عن مجلة زهرة الخليج، وكتب أخرى جمعت فيها قصائد شعراء آخرين. إضافة لمشاركتها في العديد من الفعاليات والمهرجانات الشعرية.
على الرغم من مكانة شيخة الجابري الكبيرة في الشعر الإماراتي، إلا أنها تقول عن نفسها "لن أقول أنا شاعرة بل إنسانة أتنفس الكلمات والجملة الجميلة، حصدت نجاحات مهمة ونلت تكريمات وجوائز نوعية، ولكنني أعتبر أنني أخطو خطواتي الأولى نحو القصيدة".
اهتمت شيخة أيضًا بالتراث وكتبت فيه وقدمت بحوثًا في العادات والتقاليد والتراث الإماراتي، وكان أول إصدار لها في هذا المجال قصة سردية شعبية تنتمي للـ"خراريف" الإماراتية كتبتها أثناء دراستها الجامعية ولقيت صدى كبيرًا وشهرة ونُشرت في مجلة ماجد. كما أنها شاركت في عدة مؤتمرات وفعاليات في هذا المجال وعملت كباحثة متعاونة في مركز زايد للتراث والتاريخ عندما كان في مدينة العين، ثم عملت في وزارة الثقافة والشباب وتنمية المجتمع ثم في هيئة أبو ظبي للثقافة والتراث كباحثة أولى في إدارة التراث المعنوي، ومن المؤلفات التراثية التي أصدرتها "المرشد للعمل الميداني في جمع التراث الشعبي: نحو عمل منهجي للجمع الميداني في دولة الإمارات العربية المتحدة".

## المؤلفات
- ألوان تراثي (تراث)
- المرشد للعمل الميداني في جمع التراث الشعبي : نحو عمل منهجي للجمع الميداني في دولة الإمارات العربية المتحدة (تراث)
- زينة وأزياء المرأة في دولة الإمارات العربية المتحدة : زينة الجسد - فلسفة الجمال لدى نساء الإمارات (تراث)
- للريح (شعر)
- على نبرة (أدب)
- غائم جزئياً: شبه يوميات (أدب)
- يمرني صوتك (شعر)
- هم همات : لا ظل يشبهني (شعر)
- حديث الليل (أدب)
- تقاسيم على نحو ما : نصوص شعرية قرأتها (أدب)
- يمكن (أدب)
- ممر آخر (أدب)[7]

### قصص أطفال
- سندريلا الخليج
- البديحة
- أم قرين
- اللغز
- الحوض المسحور
- الثعلب والغراب[7]